# Авіаційний дизельний двигун

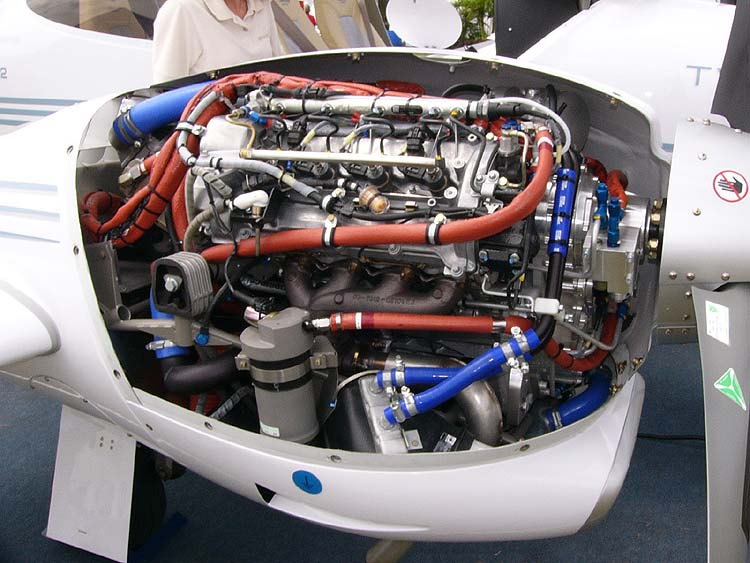
Авіаційний дизельний двигун Thielert Centurion

Авіаційний дизельний двигун, або аеродизель — дизельний авіаційний двигун. Вони використовувалися в дирижаблях і пробувалися в літаках наприкінці 1920-х і 1930-х роках, але так і не отримали досить широкого застосування тоді. Їх головними перевагами є чудова питома витрата палива, знижена займистість і дещо вища щільність їхнього палива, але вони були переважені комбінацією властивих недоліків порівняно з бензиновими або турбогвинтовими двигунами. Постійно зростаюча вартість повітряного газу та сумніви щодо його доступності у майбутньому сприяли пожвавленню виробництва авіаційних дизельних двигунів на початку 2010-х років.
Використання дизельних двигунів у літаках також є вигідним з точки зору захисту навколишнього середовища, а також захисту здоров'я людей, оскільки інгредієнт avgas давно був відомий як високотоксичний а також забруднює навколишнє середовище

## Розробка

### Ранні дизельні літаки
Досить багато виробників створювали дизельні авіаційні двигуни в 1920-х і 1930-х роках; найвідомішими з них були радіальні літаки Packard з повітряним охолодженням і Junkers Jumo 205, які мали помірний успіх, але виявилися непридатними для бойового використання під час Другої світової війни . Тримоторний морський патрульний повітряний човен Blohm & Voss BV 138, однак, оснащувався більш розвиненою силовою установкою Junkers Jumo 207 і був більш успішним завдяки трійці дизельних моторів Jumo 207, що давало максимум 2100 км (1300 миль) бойового радіусу на майже 300 зразках BV 138, побудованих під час Другої світової війни.
Першим досить  успішним дизельним двигуном, розробленим спеціально для літаків, був радіальний дизель Packard DR-980 у 1928–1929 роках, який мав звичний радіальний формат з повітряним охолодженням, подібний до проектів Wright і Pratt & Whitney, і був сучасним Beardmore Tornado . використовується в дирижаблі R101 . Використання дизельного палива було визначено через його низьку пожежну небезпеку. Перший успішний політ літака з дизельним двигуном авіаційним  був здійснений 18 вересня 1928 року на моделі Stinson SM-1DX Detroiter з реєстраційним номером X7654.  Приблизно в 1936 році важчі, але трохи  менш витривалі дизельні двигуни віддавали перевагу над бензиновими двигунами, коли час польоту становив всього лише 6–7 годин. 

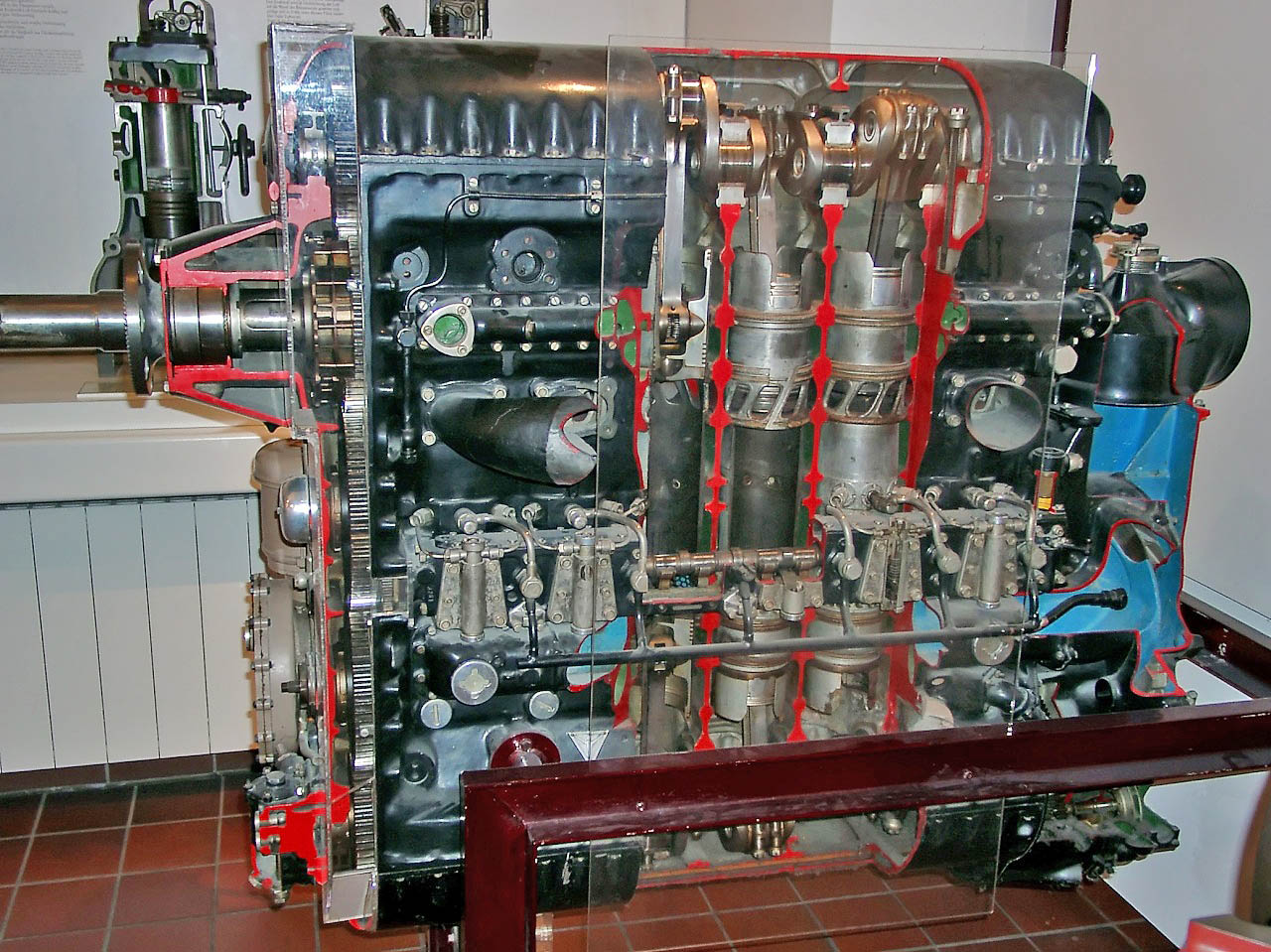
Опозитно-поршневий двигун Jumo 205, секційний

Двотактний двигун Junkers Jumo 205 з зустрічним рухом поршня, який надійшов на озброєння на початку 1930-х років,  він використовувався набагато ширше, ніж попередні авіаційні дизелі. Він був помірно успішним у використанні на Blohm & Voss Ha 139 і навіть більшою мірою на дирижаблях. У Великобританії компанія Napier & Son побудувала за ліцензією більший Junkers Jumo 204 під назвою Napier Culverin, але в такому вигляді він не використовувався у виробництві. Дизельний двигун Daimler-Benz також використовувався в цепелінах, включаючи злощасний LZ 129 Hindenburg . Цей двигун виявився непридатним для військових застосувань, і подальші розробки німецьких авіаційних двигунів було вирішено зосередити  на бензинових і реактивних двигунах.
Радянський чотиримоторний стратегічний бомбардувальник " Пе-8 часів Другої світової війни був побудований з дизельними двигунами  АЧ-30 ; але одразу після закінчення війни як його дизелі, так і бензинові рядні двигуни V12 для вцілілих планерів Пе-8  згодом були замінені радіальними бензиновими двигунами Швецова з міркувань ефективності. Середній бомбардувальник дальнього радіусу дії Єрмолаєв Ер-2 також був побудований з дизельними двигунами.
Інші виробники також проводили експерименти з дизельними двигунами в цей період, наприклад: французька компанія Bloch (пізніше Dassault Aviation ), чий прототип бомбардувальника MB203 використовував дизелі Clerget радіальної конструкції. У 1932 році Королівська авіаційна установа розробила експериментальну версію Rolls-Royce Condor із запалюванням від стиснення (дизель), запустивши її на Hawker Horsley для тестових цілей. 

### Повоєнний розвиток
Інтерес до дизельних двигунів у післявоєнний період не  був постійним . Нижче співвідношення потужності до ваги дизелів, особливо в порівнянні з турбогвинтовими двигунами, не давало переваг дизельному двигуну. Завдяки  досить дешевому паливу та дослідницькому інтересу до турбогвинтових двигунів і реактивних двигунів для високошвидкісних авіалайнерів дизельні літаки практично зникли. Стагнація ринку авіації загального призначення в 1990-х роках призвела до значного зниження розробки будь-яких нових типів авіаційних двигунів.
Компанія Napier & Son у Британії розробила Napier Culverin, похідний від Junkers Jumo 205, перед Другою світовою війною, і знову взялася за авіаційні дизельні двигуни в 1950-х роках. Британське міністерство авіації підтримало розробку 2 200 кВт (3 000 к. с.) Napier Nomad, комбінація поршневих і турбогвинтових двигунів, яка була надзвичайно ефективною з точки зору питомої витрати палива на гальма, але була визнана надто громіздкою і складною у своїй конструкції, і її  вирішили скасувати в 1955 році.